# Флотилия

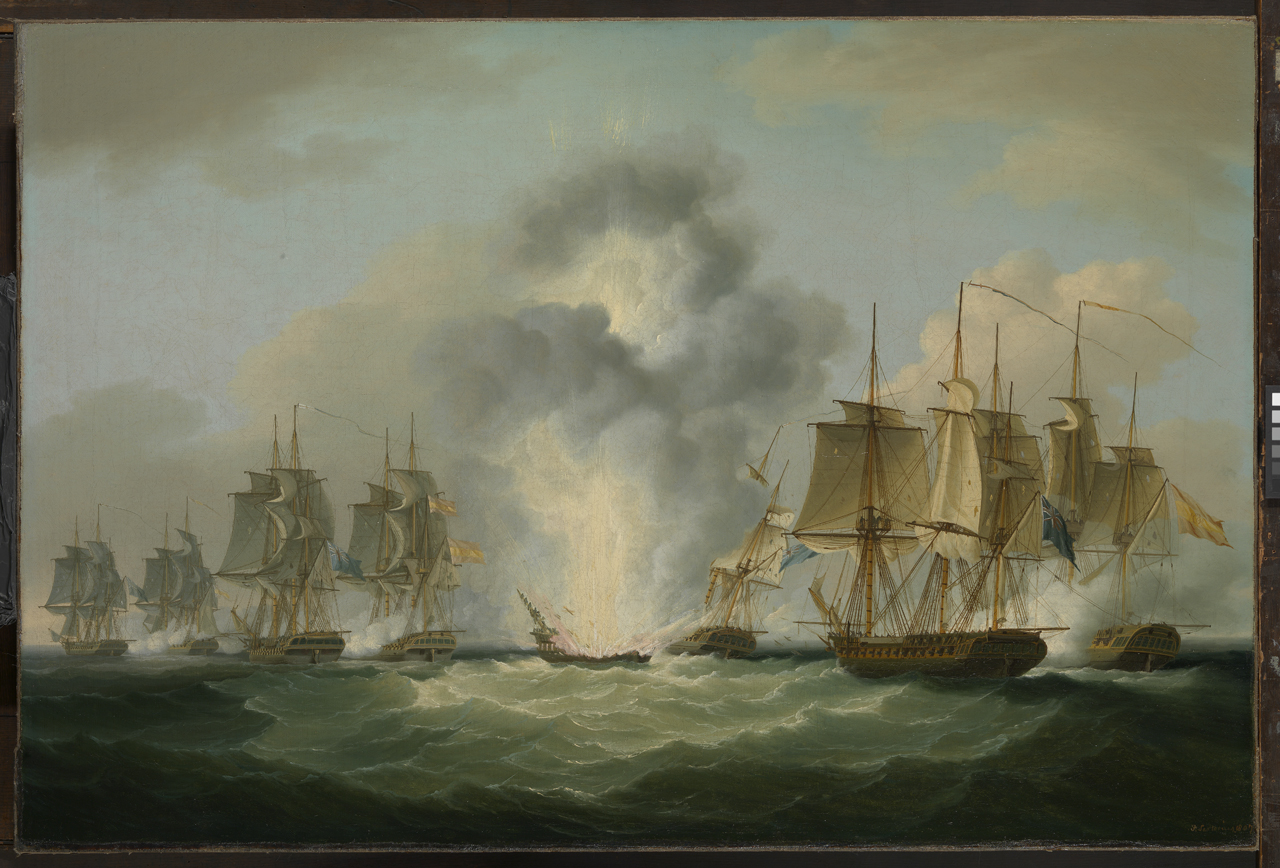
Флотилия Хосе де Бустаманте-и-Герра перехвачена четырьмя британскими фрегатами.

Флоти́лия (буквально «маленький флот») — формирование, оперативное объединение или оперативно-тактическое соединение в военно-морском флоте (военно-морских силах) ряда государств.
В некоторой литературе кроме официальных названий флотилий часто встречаются еще выражения: гребная флотилия, шхерная флотилия, флотилия миноносок, флотилия парусных судов, флотилия барок и тому подобное.

## Виды флотилий
Флотилии подразделяются:
- по составу:

Вымпел (прапорец) командующего флотилией ВМС ПНР, 1990 год.

  - разнородные — включающие в себя формирования разных родов войск (сил): надводных кораблей, подводных лодок, морской авиации, береговых войск, а также формирования специальных войск, службы и учреждения тыла,
  - одного рода сил — в которые сведены несколько соединений одного рода сил, например: флотилия подводных лодок, флотилия эскадренных миноносцев, флотилия противолодочных кораблей и тому подобное;
- по району выполнения задач:
  - морские — оперативные объединения, предназначенные для выполнения оперативных задач как самостоятельно, так и во взаимодействии с другими формированиями ВМФ (ВМС) или иных видов вооружённых сил, на одном операционном направлении океанского или морского театра военных действий (включая закрытые моря),
  - озёрные или речные — предназначенные для содействия сухопутным войскам при ведении ими боевых действий в приозёрных районах или бассейнах рек соответственно, в том числе для решения задач по уничтожению кораблей противника, обеспечению своих воинских перевозок, либо срыву воинских перевозок противника, высадки десантов и тому подобное.

## Российская империя
В России, имперского периода, в Русском флоте существовали формирования вида флотилия включающие в себя военные суда, приписанные к портам Каспийского моря и Восточного океана, и составляли они Каспийскую и Сибирскую флотилии. Ещё в Вооружённых силах России были Аральская флотилия, учреждённая в 1847 году и в 1883 году переданная из Морского ведомства в Военное, и Таможенная крейсерская флотилия или Таможенная флотилия (на мирное время из Военного министерства передана в Ведомство пограничной стражи).
На период военных действий, в Освободительную войну, 1877 — 1878 годов, на Дунае была сформирована Дунайская флотилия. Ранее были сформированы:
- Донская флотилия[12] → Азовская флотилия[13];
- Брянская флотилия[14];
- Днепровская флотилия[15];
- Аму-Дарьинская флотилия[16];
- Амурская флотилия[17];
- Амурско-Уссурийская казачья флотилия[18];
- и другие[19].

## Гражданская война в России
Во время Гражданской войны в России морские, речные и озёрные флотилии получили широкое применение в армиях обоих главных противников — Красной Армии и в армиях Белого движения. Отличительными их особенностями было создание на период ведения боевых действия на конкретном театре военных действий, острый недостаток подготовленных командных и инженерных кадров, ведение боевых действий в интересах сухопутных войск, в речных и озёрных флотилиях — преобладание мобилизованных и вооружённых гражданских кораблей над военными кораблями специальной постройки.

### Красные флотилии в Гражданской войне в России
В период Гражданской войны и интервенции в России в РККА («Красные») существовали следующие формирования вида флотилия:
- Азовская военная флотилия
- Амударьинская военная флотилия
- Амурская военная флотилия
- Аральская военная флотилия
- Астрахано-Каспийская военная флотилия
- Байкальская военная флотилия
- Беломорская военная флотилия
- Волжская военная флотилия
- Волжско-Камская военная флотилия
- Волжско-Каспийская военная флотилия
- Вольская военная флотилия
- Волхово-Ильменская флотилия
- Днепровская военная флотилия
- Доно-Азовская военная флотилия
- Донская военная флотилия
- Дунайская военная флотилия
- Енисейская военная флотилия
- Западно-Двинская военная флотилия
- Каспийская военная флотилия
- Куринская военная флотилия
- Онежская военная флотилия
- Припятская военная флотилия
- Сайминская военная флотилия
- Северо-Двинская военная флотилия
- Селигеро-Волжская военная флотилия
- Сибирская военная флотилия
- Сырдарьинская военная флотилия
- Темрюкская военная флотилия
- Уральская военная флотилия
- Усть-Днепровская военная флотилия
- Флотилия Советской Латвии
- Чудская военная флотилия

## Белые флотилии в Гражданской войне
В период Гражданской войны и интервенции в России в Белом движении («Белые») существовали следующие формирования вида флотилия:
- Боевая Волжская флотилия
- Волжский речной отряд
- Днепровская флотилия ВСЮР
- Донская военная флотилия
- Енисейская речная боевая флотилия
- Каспийская военная флотилия
- Обь-Иртышская речная боевая флотилия
- Онежская озёрная флотилия
- Речная Камская боевая флотилия
- Северо-Двинская речная флотилия
- Сибирская военная флотилия
- Флотилия Северного Ледовитого океана
- Чудская озёрная флотилия

## Вторая мировая война
Во время Второй мировой войны морские флотилии были как самостоятельные (например, Каспийская военная флотилия), так и входили в состав флота (например, Беломорская военная флотилия). Состояли из нескольких соединений и частей однотипных или различных надводных кораблей (бригада траления, дивизион эскадренных миноносцев и сторожевых кораблей, дивизион торпедных катеров, дивизион тральщиков), подводных лодок, авиации, частей морской пехоты и береговой артиллерии, а также различных служб, обеспечивающих её деятельность.
В состав речных и озёрных флотилий входили соединения речных кораблей различных классов, части авиации, артиллерии и морской пехоты, а также службы обеспечения и обслуживания.

### Флотилии СССР в Великой Отечественной войне
Во время Великой Отечественной войны в составе ВМФ СССР действовали следующие флотилии:
- Азовская военная флотилия
- Амурская военная флотилия
- Беломорская военная флотилия
- Волжская военная флотилия
- Днепровская военная флотилия
- Дунайская военная флотилия
- Ильменская военная флотилия
- Каспийская военная флотилия
- Ладожская военная флотилия
- Онежская военная флотилия
- Пинская военная флотилия
- Северная Тихоокеанская военная флотилия
- Чудская военная флотилия

## Военно-морской флот нацистской Германии (Кригсмарине)
В Военно-морском флоте нацистской Германии (Кригсмарине) в период нацистского господства и Второй мировой войны существовали флотилии кораблей, судов и катеров кригсмарине, в том числе эсминцев и миноносцев (в общей сложности имелось 8 флотилий) и флотилии подводных лодок (в общей сложности имелось 16 боевых и 15 учебных флотилий).

## Послевоенные время (СССР, Россия)
В разное время создавались военные флотилии в ВМФ СССР после 1945 года:
- Сахалинская флотилия разнородных сил (1945—1990);
- Камчатская флотилия разнородных сил (1945 — н. в.);
- Приморская флотилия разнородных сил (1979 — н. в.);
- Кольская флотилия разнородных сил (1982 — н. в.).

В 1960-х — 1980-х годах в СССР были созданы пять флотилий подводных лодок, просуществовавшие до начала 21-го века: 1-я, 3-я и 11-я флотилии ПЛ входили в состав Северного Флота, 2-я и 4-я — в состав Тихоокеанского флота.

## ВМС США
Флотилия обычно управляется контр-адмиралом, коммодором или капитаном, в зависимости от важности миссии.